# Рейтаровська Ганна Порфирівна
Ганна Порфирівна Рейтаровська (1926, село Потоки, тепер Жмеринського району Вінницької області — 21 серпня 1973, село Радивонівка Якимівського району Запорізької області) — українська радянська діячка, новатор сільськогосподарського виробництва, свинарка, завідувачка племінної свиноферми колгоспу імені Ватутіна Якимівського району Запорізької області. Депутат Верховної Ради УРСР 6—8-го скликань.

## Біографія
Народилася у селянській родині.
У 1944—1952 роках — колгоспниця, ланкова колгоспу «Ленінський шлях» села Потоки Жмеринського району Вінницької області.
У 1952—1965 роках — телятниця, свинарка, у 1965—1973 роках — завідувачка племінної свиноферми колгоспу імені Ватутіна села Радивонівки Якимівського району Запорізької області.
Померла після важкої тривалої хвороби.

## Нагороди
- два ордени Леніна (26.02.1958,)
- медалі
- чотири медалі та дипломи Всесоюзної виставки досягнень народного господарства СРСР